# Carl Julius Evensen
Pour les articles homonymes, voir Evensen.
Carl Julius Evensen, né le 3 décembre 1851 à Drøbak et mort le 3 octobre 1937 à Brooklyn, est un capitaine de Marine et explorateur norvégien. 

## Biographie
Capitaine de navire résidant entre Oslo et Sandefjord, il explore l'Antarctique avec Carl Anton Larsen et, en 1893, atteint la péninsule Antarctique à bord du Hertha,. Il reconnaît la côte ouest de la Terre de Graham jusqu'à l'île Adélaïde et ramène 6 300 peaux de phoques et des tonnes d'huile qui ont couvert les frais de l'expédition lorsqu'elle rentre en 1894.
Il a épousé en 1879 Séverine Marie Jensen dont il aura huit enfants.
Capitaine du Jason, racheté par le duc des Abruzzes pour être rebaptisé Stella Polare, il est engagé en 1899 pour une expédition au Pôle nord qui comprend aussi Umberto Cagni.

## Hommages
- Le cap Evensen, sur la côte nord-ouest de l'Antarctique, et l'Evensen Nunatak, au large de la côte est de la péninsule antarctique, ont été nommés en son honneur[6],[7].